# Alain Berger (Eishockeyspieler)
Alain Berger (* 27. Dezember 1990 in Burgdorf) ist ein ehemaliger Schweizer Eishockeyspieler, der im Verlauf seiner aktiven Karriere vorwiegend für den SC Bern in der National League auf der Position des rechten Flügelstürmers spielte. Er ist der jüngere Bruder von Pascal Berger.

## Karriere
Alain Berger begann mit dem Eishockeyspielen in der Juniorenabteilung des EHC Burgdorf. Noch während der Juniorenzeit wechselte Berger in die Nachwuchsabteilung des SC Bern, für dessen Profimannschaft er in der Saison 2007/08 sein Debüt in der National League A gab. Zudem kam er in der gleichen Spielzeit in der National League B zu neun Einsätzen für die Schweizer U20-Nationalmannschaft sowie zu zwanzig Einsätzen für den Young-Sprinters Hockey Club. In der folgenden Saison spielte er sowohl für den SC Bern in der NLA, als auch für die U20-Junioren sowie den Young-Sprinters Hockey Club in der NLB.
Berger wagte den Schritt nach Nordamerika im Jahr 2009 mit der Unterzeichnung eines Vertrages mit den Oshawa Generals der Ontario Hockey League, nachdem er im CHL Import Draft des gleichen Jahres in der ersten Runde an 27. Stelle gewählt worden war. Der Berner machte dort mit 85 Scorerpunkten in 109 Spielen auf sich aufmerksam.
Am 8. April 2011 unterzeichnete Berger einen dreijährigen Vertrag bei den Canadiens de Montréal. Er konnte sich in der Vorbereitung auf die Saison 2011/12 keinen Stammplatz erkämpfen und spielte anschliessend in Hamilton beim Farmteam der Canadiens. Im Dezember 2012 wurde er vom SC Bern mit einem Kontrakt bis zum Saisonende 2013/14 ausgestattet. Dieser wurde in der Folge mehrmals verlängert. Nach der Saison 2021/22 beendete der Flügelspieler im Alter von 31 Jahren seine Karriere.

### International
Alain Berger gab sein Debüt im Nationalteam der Schweiz bei der U18-Junioren-Weltmeisterschaft 2008. Des Weiteren kam er bei der U20-Junioren-Weltmeisterschaft der Division I 2009 zu Einsätzen.

## Erfolge und Auszeichnungen
- 2009 Aufstieg in die Top-Division bei der U20-Junioren-Weltmeisterschaft der Division I
- 2009 Elite-A-Junioren-Meister mit dem SC Bern
- 2013 Schweizer Meister mit dem SC Bern
- 2015 Schweizer Cupsieger mit dem SC Bern
- 2016 Schweizer Meister mit dem SC Bern
- 2017 Schweizer Meister mit dem SC Bern
- 2019 Schweizer Meister mit dem SC Bern
- 2021 Schweizer-Cup-Sieger mit dem SC Bern

## Karrierestatistik

### International
Vertrat die Schweiz bei:
- U18-Junioren-Weltmeisterschaft 2008
- U20-Junioren-Weltmeisterschaft der Division I 2009

(Legende zur Spielerstatistik: Sp oder GP = absolvierte Spiele; T oder G = erzielte Tore; V oder A = erzielte Assists; Pkt oder Pts = erzielte Scorerpunkte; SM oder PIM = erhaltene Strafminuten; +/− = Plus/Minus-Bilanz; PP = erzielte Überzahltore; SH = erzielte Unterzahltore; GW = erzielte Siegtore; 1 Play-downs/Relegation; Kursiv: Statistik nicht vollständig)